# Aqua Pacific
Aqua Pacific Ltd. è stata una società britannica operante nel settore dei videogiochi, fondata nel 1997. Inizialmente attiva nel campo della conversione di titoli esistenti su diverse piattaforme, ha successivamente ampliato le proprie attività allo sviluppo di videogiochi.
Tra i titoli a cui ha contribuito figurano Agassi Tennis Generation, Army Men: Air Attack, Babe and Friends, GT Racers e Carmageddon II: Carpocalypse Now, oltre a numerose altre opere e conversioni su commissione per diverse piattaforme di gioco.
La società ha cessato definitivamente le attività nel gennaio 2008, e la maggior parte del personale tecnico è stata successivamente assorbita dalla casa di sviluppo Blitz Games.

## Videogiochi
| Anno | Titolo                             | Piattaforma                      |
| ---- | ---------------------------------- | -------------------------------- |
| 1999 | Carmageddon                        | PlayStation                      |
| 1999 | Babe and Friends                   | Game Boy Color                   |
| 2000 | Mia Hamm Soccer Shootout           | Game Boy Color                   |
| 2000 | Carmageddon                        | Game Boy Color                   |
| 2000 | Titus the Fox                      | Game Boy Color                   |
| 2000 | Rayman Junior: Inglese             | PlayStation                      |
| 2000 | Rayman Junior: Livello 1           | PlayStation                      |
| 2000 | Rayman Junior: Livello 2           | PlayStation                      |
| 2000 | Army Men: Sarge's Heroes           | Windows                          |
| 2001 | Rayman Junior: Livello 3           | PlayStation                      |
| 2001 | European Super League              | Game Boy Color, Game Boy Advance |
| 2001 | Army Men: Air Attack               | Windows                          |
| 2001 | Rayman Junior                      | PlayStation                      |
| 2001 | Lucky Luke: La febbre dell'ovest   | PlayStation                      |
| 2002 | Zidane Football Generation         | Game Boy Color, Game Boy Advance |
| 2003 | Roland Garros 2003                 | PlayStation 2                    |
| 2003 | Perfect Ace: Pro Tournament Tennis | PlayStation 2                    |
| 2003 | Agassi Tennis Generation           | PlayStation 2, Game Boy Advance  |
| 2004 | Casino Challenge                   | PlayStation 2                    |
| 2004 | International Golf Pro             | PlayStation 2                    |
| 2004 | Formula Challenge                  | PlayStation 2                    |
| 2004 | GT Racers                          | PlayStation 2                    |
| 2005 | Perfect Ace 2: The Championships   | PlayStation 2, Windows           |
| 2006 | Leaderboard Golf                   | PlayStation 2                    |
| 2006 | Super Fruit Fall                   | PlayStation 2                    |
| 2006 | Carwash Tycoon                     | PlayStation 2                    |
| 2006 | Chemist Tycoon                     | PlayStation 2                    |
| 2006 | Dr. Dolittle                       | PlayStation 2                    |
| 2006 | Retro                              | PlayStation 2                    |
| 2006 | Babe                               | PlayStation 2                    |
| 2007 | International Tennis Pro           | PlayStation 2                    |
| 2007 | Super Fruit Fall                   | Nintendo DS                      |